# Cathédrale de Giovinazzo
La cathédrale de Giovinazzo est une église catholique romaine de Giovinazzo, en Italie. Il s'agit d'une cocathédrale du diocèse de Molfetta-Ruvo-Giovinazzo-Terlizzi.

## Description
La construction de l'édifice actuel, érigé sur le site d'une église antérieure qui apparaît dans les documents sous le titre de Santa Maria de Episcopio, commence en 1150 avec la construction de la crypte et est achevée en 1180. Le bâtiment est consacré en 1283.
De nombreux travaux de restauration, principalement pour des raisons statiques, se sont terminées par la démolition complète de la nef au XVIIIe siècle et la reconstruction ultérieure en style baroque sous l'évêque Paolo de Mercuzo. De la structure romane d'origine, encore décrite au début du bâtiment comme ayant « une belle et remarquable architecture avec de nombreux ornements de style ancien, dont le toit principal est soutenu par des colonnes de marbre et du même modèle que ceux de Bari et Trani », il ne reste aujourd'hui que la crypte et le chœur, y compris les structures du périmètre extérieur du transept
Les absides fermées et les deux clochers de la façade orientale montrent que l'église romane ne s'est pas beaucoup écartée du modèle dominant de la basilique nicolatine. Les plus grandes traces de l'aspect médiéval du bâtiment sont conservées à l'extérieur. Les portails latéraux, les grandes fenêtres et les fenêtres à double lancette de la façade absidale sont d'origine, tandis que la rosace et la grande fenêtre à meneau de la façade sud sont des reconstructions de style du XIXe siècle.
Les composantes d'un style islamique, transitant par la Sicile, peuvent être retracées dans la série d'arcs croisés qui ponctuent les côtés sud et est de la tête de l'abside, un motif très rare dans les Pouilles, mais également présent dans la cathédrale de Molfetta.
Les travaux de restauration entrepris en 1983 ont mis en évidence, dans le bras droit du transept et dans la zone du chœur,  les restes du pavement original en mosaïque, à une profondeur d'environ un demi-mètre sous le sol actuel. 

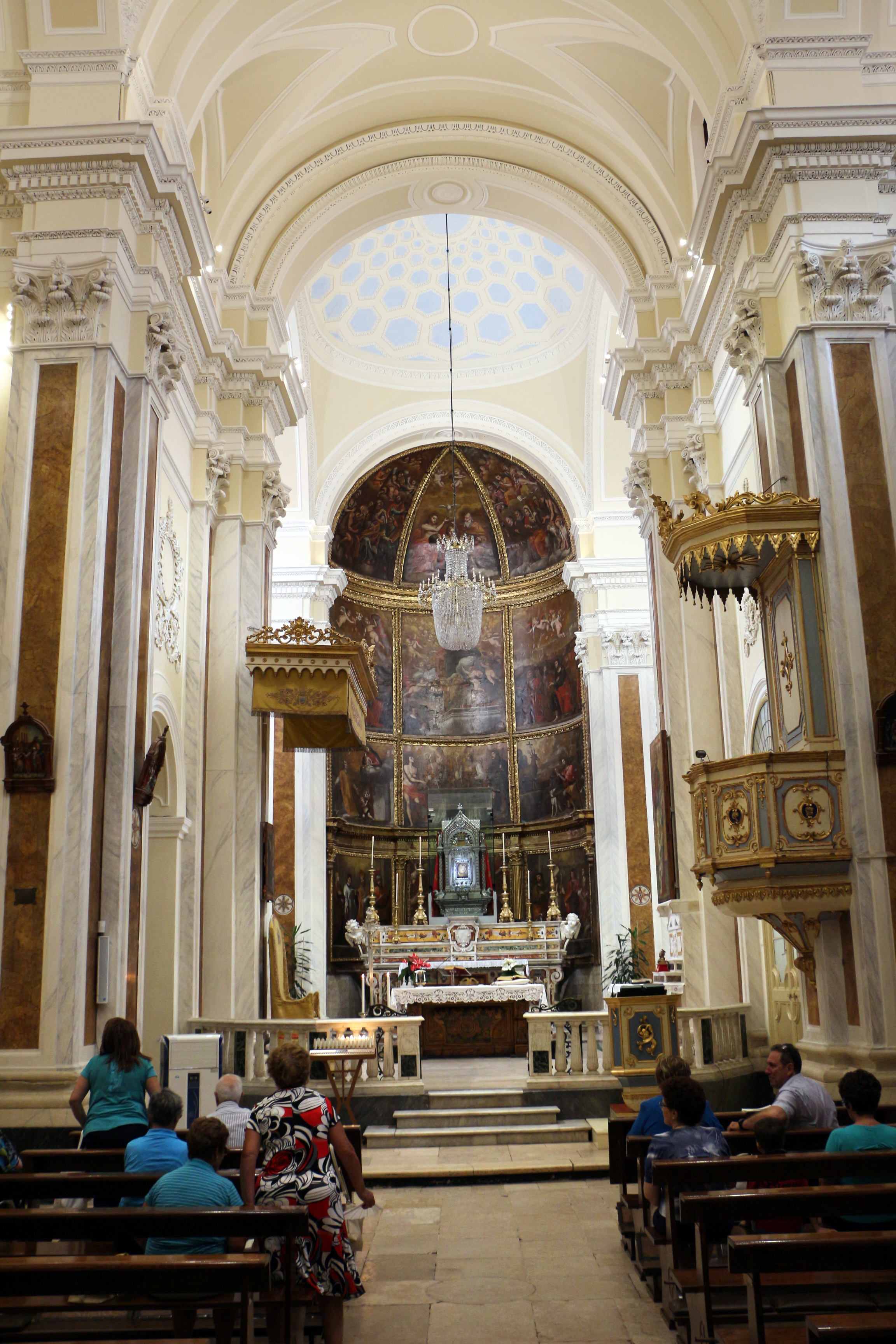
Intérieur
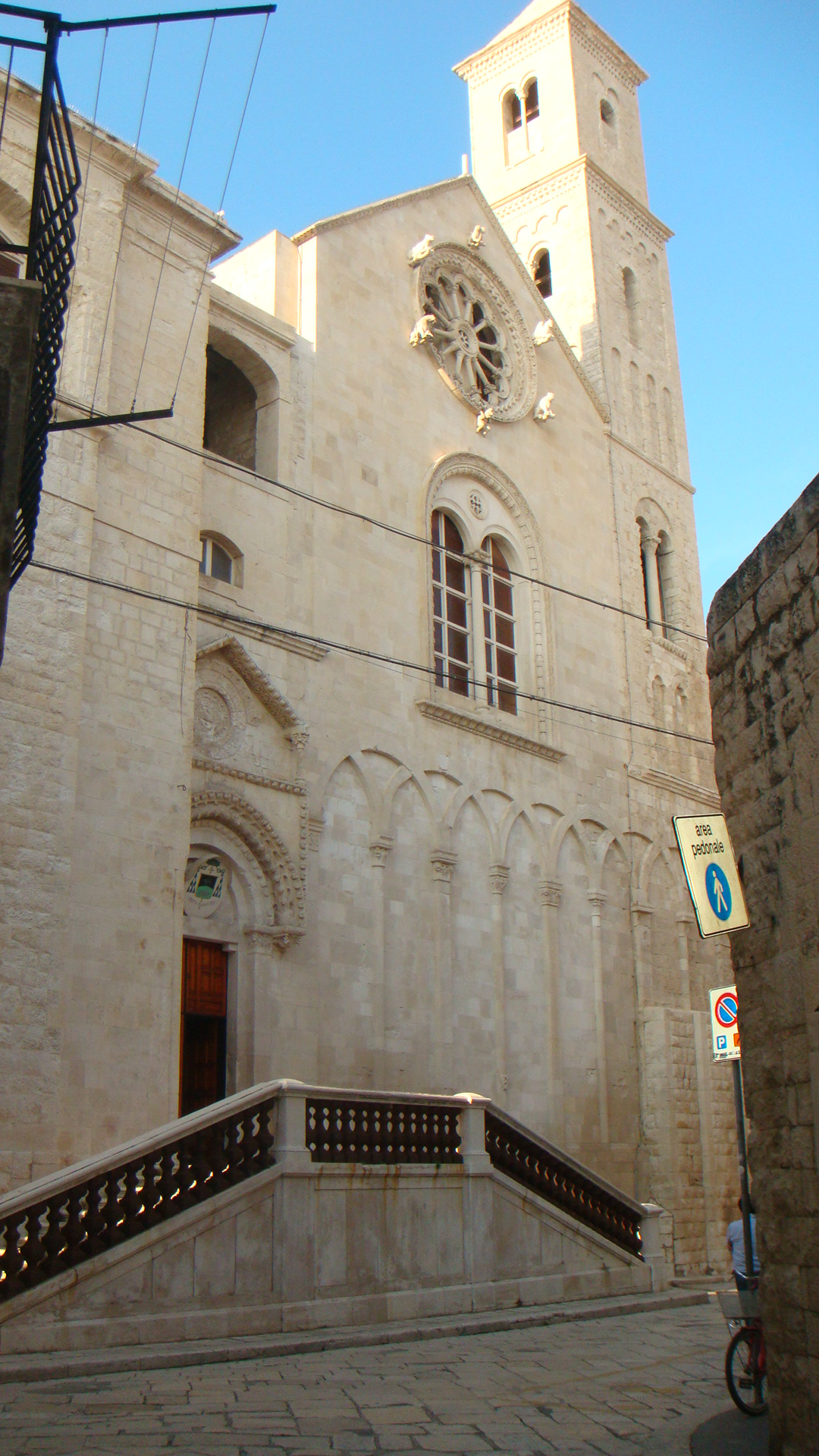
Entrée latérale
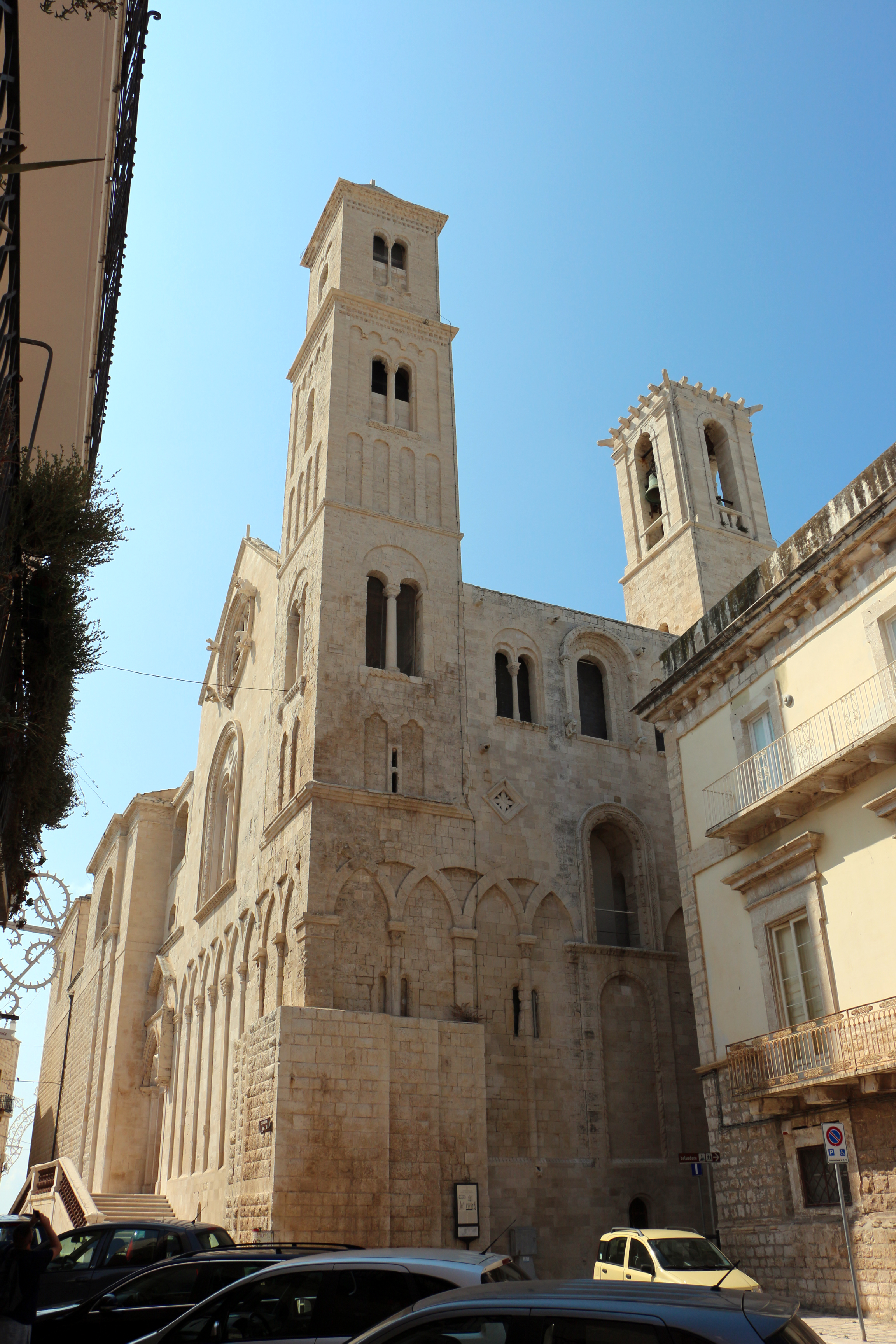
Façade

## Liens
- Une image d'une mosaîque
- Liste des cathédrales d'Italie